# Februari 2024
Dit artikel geeft een chronologisch overzicht van de belangrijkste gebeurtenissen per dag in de maand februari van het jaar 2024.

## Gebeurtenissen

### 1 februari
- In de Europese wijk van Brussel protesteren boeren, naar aanleiding van een Europese Raad, tegen het landbouwbeleid van de Europese Unie. Volgens de politie zijn 1000 tractoren in Brussel voor de actie.[1]

### 2 februari
- Heftige bosbranden nabij Valparaíso en Viña del Mar in Chili kosten na enkele dagen al meer dan 120 mensen het leven.[2]

### 3 februari
- De Verenigde Staten bombarderen doelen in Irak en Syrië als vergelding voor een dodelijke drone-aanval op een basis in Jordanië op 28 januari.

### 4 februari
- Nederland en Jordanië droppen samen hulpgoederen voor ziekenhuizen in Gaza. Later in februari en maart ondernemen meerdere landen droppings van hulpgoederen in Gaza.[3]

### 5 februari
- Buckingham Palace maakt bekend dat de Britse koning Charles III kanker heeft en hiervoor in behandeling is. De kanker werd gevonden bij een correctieve procedure naar een vergrotende prostaat in januari 2024. Het is geen prostaatkanker. [4]

### 10 februari
- Qatar is de eindwinnaar van het Aziatisch kampioenschap voetbal. Het gastland van het toernooi verslaat Jordanië met 1-3 in de finale in het Lusailstadion.[5]

### 11 februari
- De verkiezingen in Pakistan worden gewonnen door de onafhankelijke kandidaten die worden gesteund door oud-premier Imran Khan, met 101 van de 264 parlementszetels. De PML (N) van oud-premier Nawaz Sharif komt uit op 75 zetels.[6]

### 14 februari
- Bij een schietpartij tijdens de inhuldiging van de Super Bowl LVIII-winnaar Kansas City Chiefs in Kansas City komt een 43-jarige vrouw (een plaatselijke deejay) om het leven. Ook vallen er meer dan 20 gewonden.[7] Enkele dagen later worden twee volwassen verdachten beschuldigd van moord.[8]

### 15 februari
- Het parlement van Griekenland stemt in met een wet die het homohuwelijk goedkeurt. Griekenland is hiermee het eerste christelijk-orthodoxe land en het eerste land in Zuidoost-Europa dat homohuwelijken legaal maakt.[9]

### 16 februari
- De Amerikaanse zakenman en oud-president Donald Trump wordt veroordeeld tot een boete van ruim 438 miljoen dollar. Hij heeft zich schuldig gemaakt aan het misleiden van financiële instellingen door het overdrijven van zijn vermogen.[10]
- De Russische oppositieleider Aleksej Navalny is overleden. Zijn doodsoorzaak wordt nog onderzocht.

### 17 februari
- De Oekraïense stad Avdijivka valt volledig in handen van het Russische leger.
- De Japanse ruimtevaartorganisatie JAXA lanceert met succes een H-III-raket in een baan om de Aarde, nadat twee eerdere pogingen hiertoe mislukten.[11]
- Tijdens rellen tussen twee groepen Eritreërs worden in Den Haag het zalencentrum Opera en meerdere voertuigen (waaronder een touringcar en twee politiewagens) in brand gestoken. 29 agenten raken gewond.[12]

### 21 februari
- Ambassadeurs van de Europese Unie worden het eens over een nieuw sanctiepakket tegen Rusland. Het is het dertiende pakket strafmaatregelen tegen dat land sinds het begin van de grootschalige Russische invasie van Oekraïne twee jaar eerder.[13]
- Op een bouwplaats bij het Twentekanaal bij Lochem vallen twee doden als een boog van de nog in aanbouw zijnde Nettelhorsterbrug uit de takel valt en op een stellage terechtkomt. De Nederlandse Arbeidsinspectie begint een strafrechtelijk onderzoek.[14][15]

### 22 februari
- Het ruimteschip Odysseus maakt een zachte landing op de Maan. Odysseus, ontwikkeld en gebouwd door het Amerikaanse bedrijf Intuitive Machines, is de eerste succesvolle Amerikaanse maanlander sinds Apollo 17 in 1972. De IM-1-missie is onderdeel van het Commercial Lunar Payload Services-programma van NASA.[16]
- In de Spaanse stad Valencia is een flatgebouw verwoest door een grote brand. Binnen een uur verspreidt het vuur zich van een woning op de vierde verdieping door het hele gebouw. Er vallen zeker 10 doden.[17]

### 26 februari
- De Palestijnse premier Mohammad Shtayyeh dient bij president Mahmoud Abbas in Ramallah zijn ontslag en dat van zijn regering in. De Palestijnse Autoriteit moet hierdoor hervormd worden.[18][19]
- In het centrum van Brussel raken drie agenten gewond als boerenprotesten gewelddadig worden, waarbij op meerdere plekken brand wordt gesticht. Door de politie wordt onder meer traangas ingezet. Aanleiding voor de protesten is een top in dezelfde stad van Europese landbouwministers.[20][21] (Lees verder)

### 29 februari
- Tijdens de Hamas-Israël oorlog vallen meer dan honderd doden en honderden gewonden bij een voedseldistributie. Over de oorzaak hiervan lopen de verklaringen van Hamas en Israël uiteen.[22][23]

## Overleden
← · januari · februari · maart · april · mei · juni · juli · augustus · september · oktober · november · december ·  →